# Аттенкирхен
Аттенкирхен (нем. Attenkirchen) — община в Германии, в земле Бавария.
Подчиняется административному округу Верхняя Бавария. Входит в состав района Фрайзинг.  Население составляет 2674 человека (на 31 декабря 2010 года). Занимает площадь 16,16 км².